# Una donna impossibile
Una donna impossibile (The Impossible Mrs. Bellew) è un film muto del 1922 diretto da Sam Wood.

## Trama

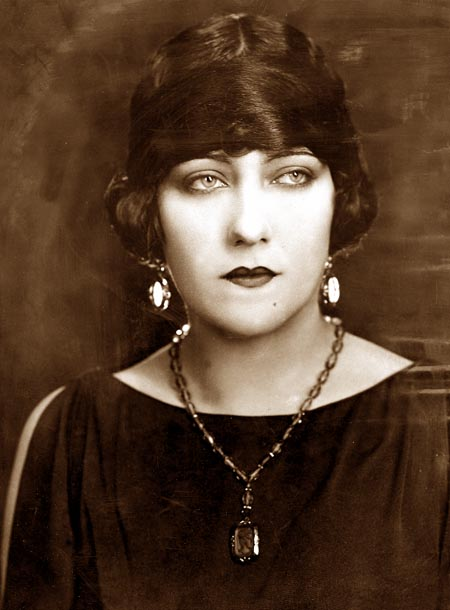
Gloria Swanson nel film

Lance Bellow trascura la moglie Betty per la sua amante, Naomi Templeton. Ma, quando vede la moglie insieme a un amico di famiglia, Lance gli spara. Per il bene del figlioletto, Betty sacrifica la propria reputazione e, in tribunale, dichiara che Lance ha sparato per legittima difesa e per difendere il suo onore. La giuria assolve l'uomo, ma Betty è rovinata e il giudice le toglie il figlio. La donna parte per la Francia, dove conosce John Helstan, uno scrittore. Il padre di questi, però, non è contento del sentimento che sta nascendo tra i due e convince Betty a troncare la relazione. Così, a una festa, lei si lascia corteggiare dal conte Radisloff, deludendo John che la prende per una donna di facili costumi. Nel frattempo, però, Lance si è ravveduto. Sua zia Agatha prende il piccolo Lance junior e lo porta in Francia, dalla madre. Finalmente la verità è ristabilita e John arriva in tempo per salvare Betty dal conte.

## Produzione
Il film fu prodotto dalla Famous Players-Lasky Corporation.

## Distribuzione
Distribuito dalla Famous Players-Lasky Corporation e dalla Paramount Pictures, il film - presentato da Jesse L. Lasky - uscì nelle sale cinematografiche statunitensi il 26 novembre 1922 dopo essere stato presentato in prima a New York il 22 ottobre 1922.